# Josep Cusachs i Cusachs
Josep Cusachs i Cusachs (Montpeller, 1850 - Barcelona, 2 de novembre de 1908) va ésser un pintor català.
Cursà la carrera militar fins al 1882 en què l'abandonà per dedicar-se a la pintura. Deixeble de Simó Gómez, anà a París per estudiar amb el pintor expert en temes militars Édouard Detaille. A partir del 1880 realitzà nombrosos estudis de tema castrense, recollits en gran part en el llibre de F. Barado, La vida militar en España. Com que no tenia formació de pintor paisatgista, és sabut que els fons de les seues escenes eren realitzats per altres pintors amics seus, com Joaquim Vancells. Als seus darrers anys, excel·lí en la pintura d'escenes d'esports hípics.

## Obres destacades
- Retrat de Joan Prim, (1884), Galeria de Catalans Il·lustres.

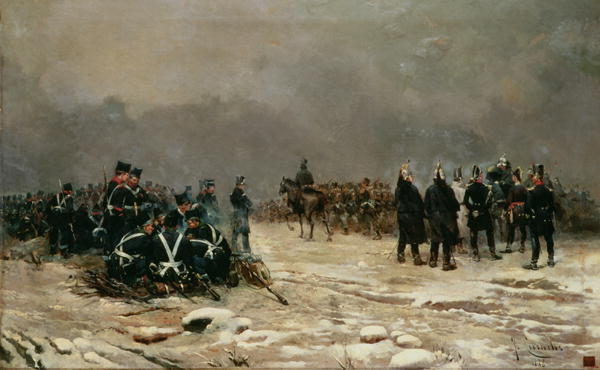
Batalla d'Arbalan (1888), Museu Nacional d'Art de Catalunya, en dipòsit a la Capitania General de l'Exèrcit Espanyol a Catalunya, a Barcelona.
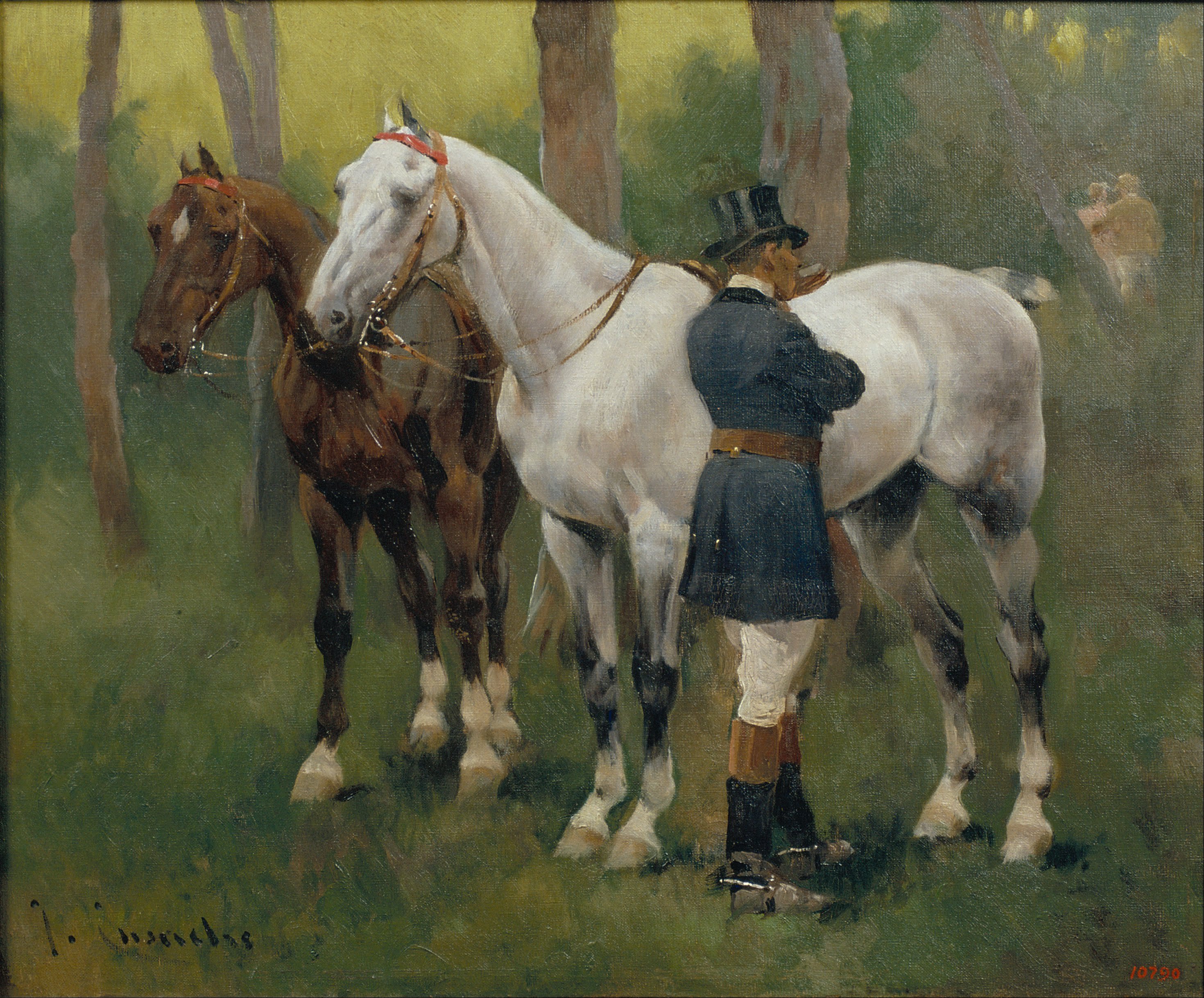
Esperant el retorn (ca. 1904-1908, oli sobre tela), Museu Nacional d'Art de Catalunya.
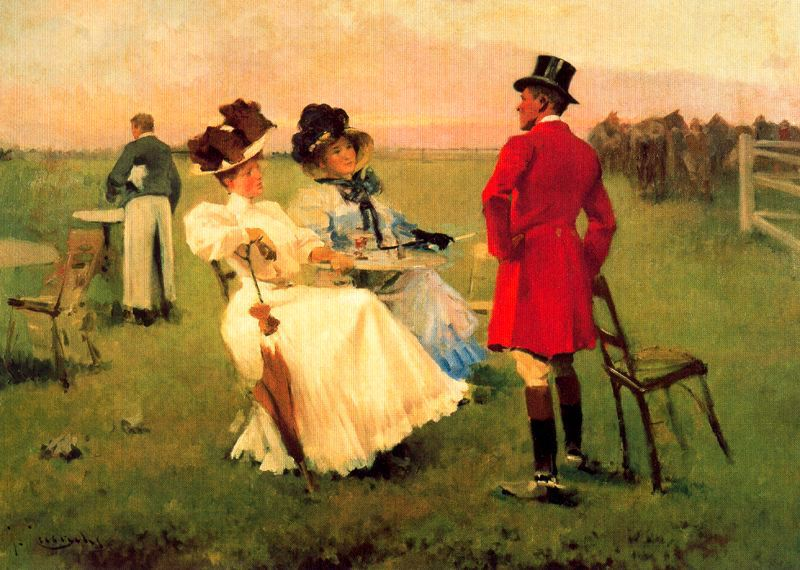
A l'hipòdrom (1906), Museu de Montserrat.
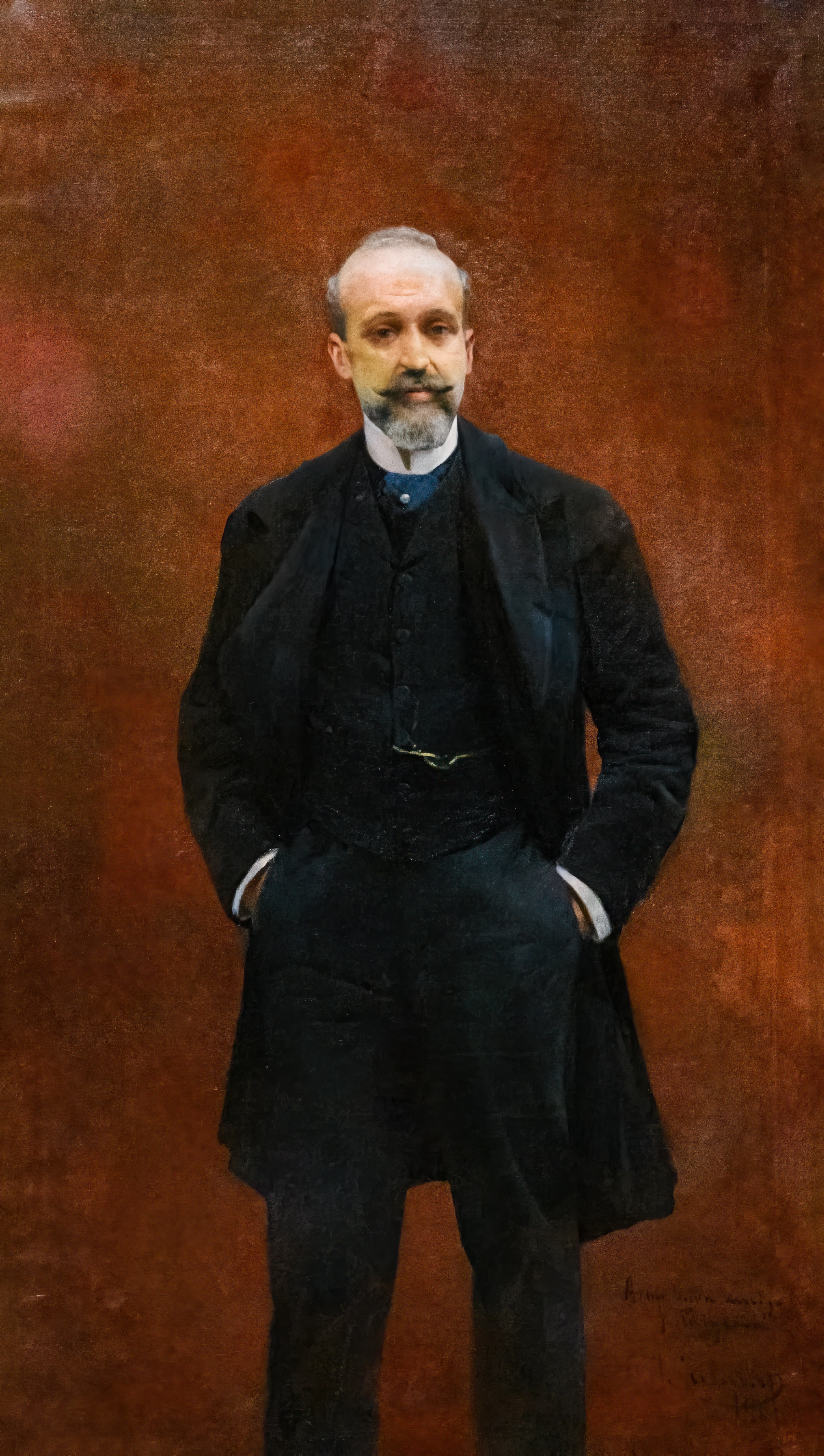
Retrat de Josep Puigcarbó (1901, oli sobre tela), Museu Nacional d'Art de Catalunya.
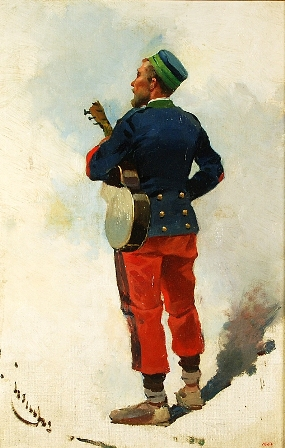
Soldat (1908, oli sobre tela), Biblioteca Museu Víctor Balaguer.
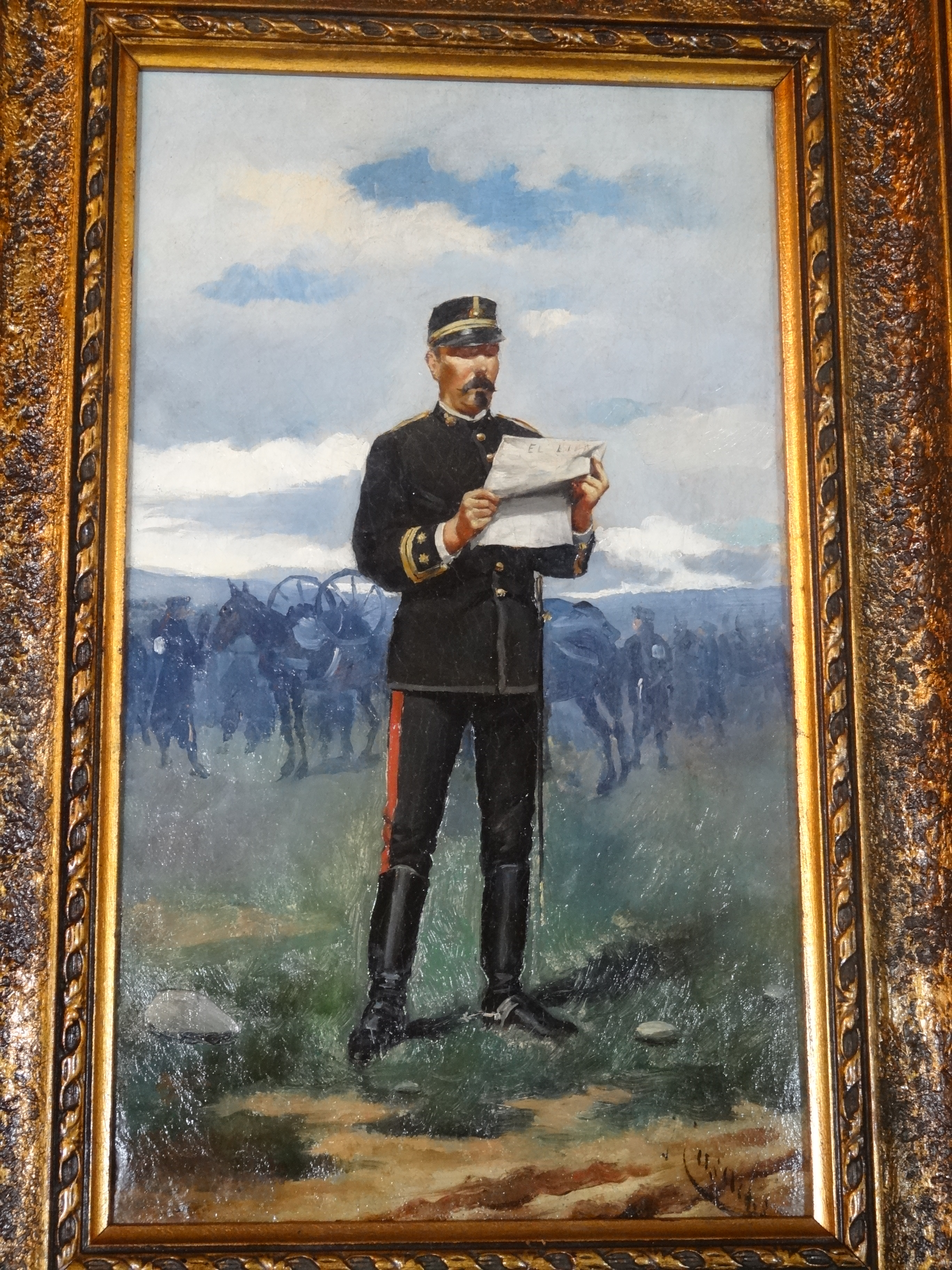
Llegint l'ordre (fi del s. XIX, oli sobre tela),[4] Palau de la Capitania General de l'Exèrcit Espanyol a Catalunya, Bcn - imatge d'un oficial de l'Estat Major.
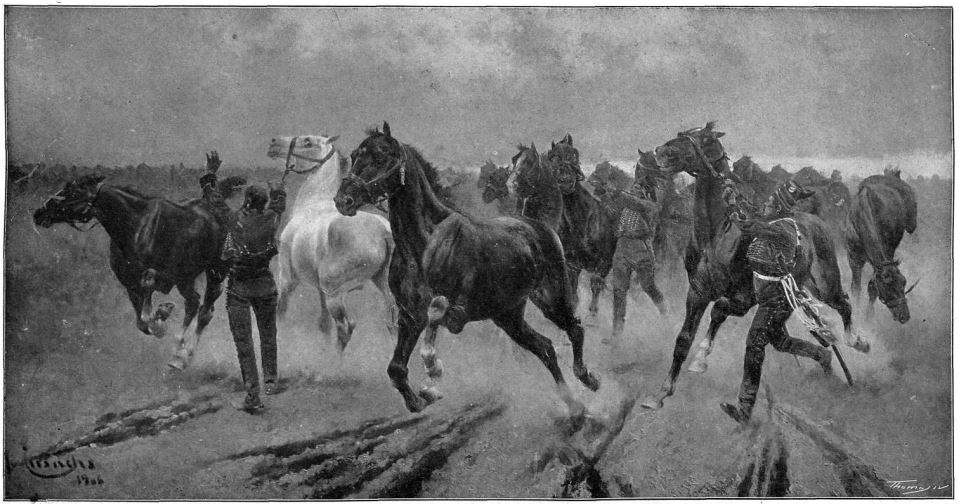
La desbandada, publicat a La Ilustració Catalana nº 285 (2a època) (15/11/1908).
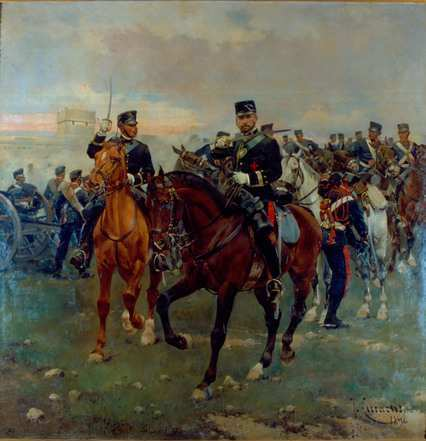
Salida en bateria (1896, oli sobre tela), Museo del Ejército de Toledo.
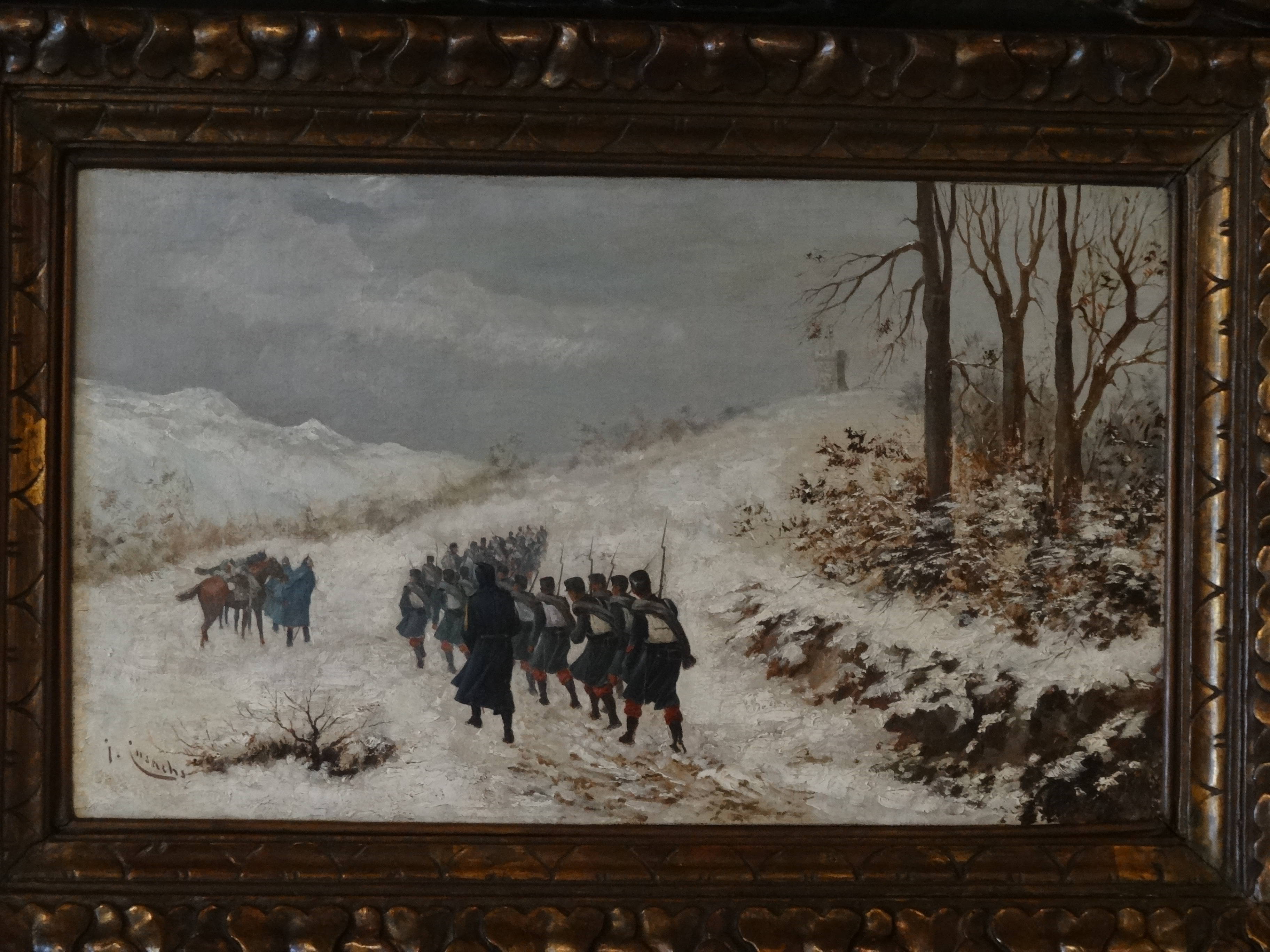
Columna d’infanteria en marxa (ca. 1888, oli sobre tela), en dipòsit a la Capitania General de l'Exèrcit Espanyol a Catalunya, Bcn - "tema de la batalla d’Arlabán, episodi de la 1a guerra carlina esdevingut als afores de Vitòria el 1836, entre els generals Córdova, liberal, i Eguía, carlí".
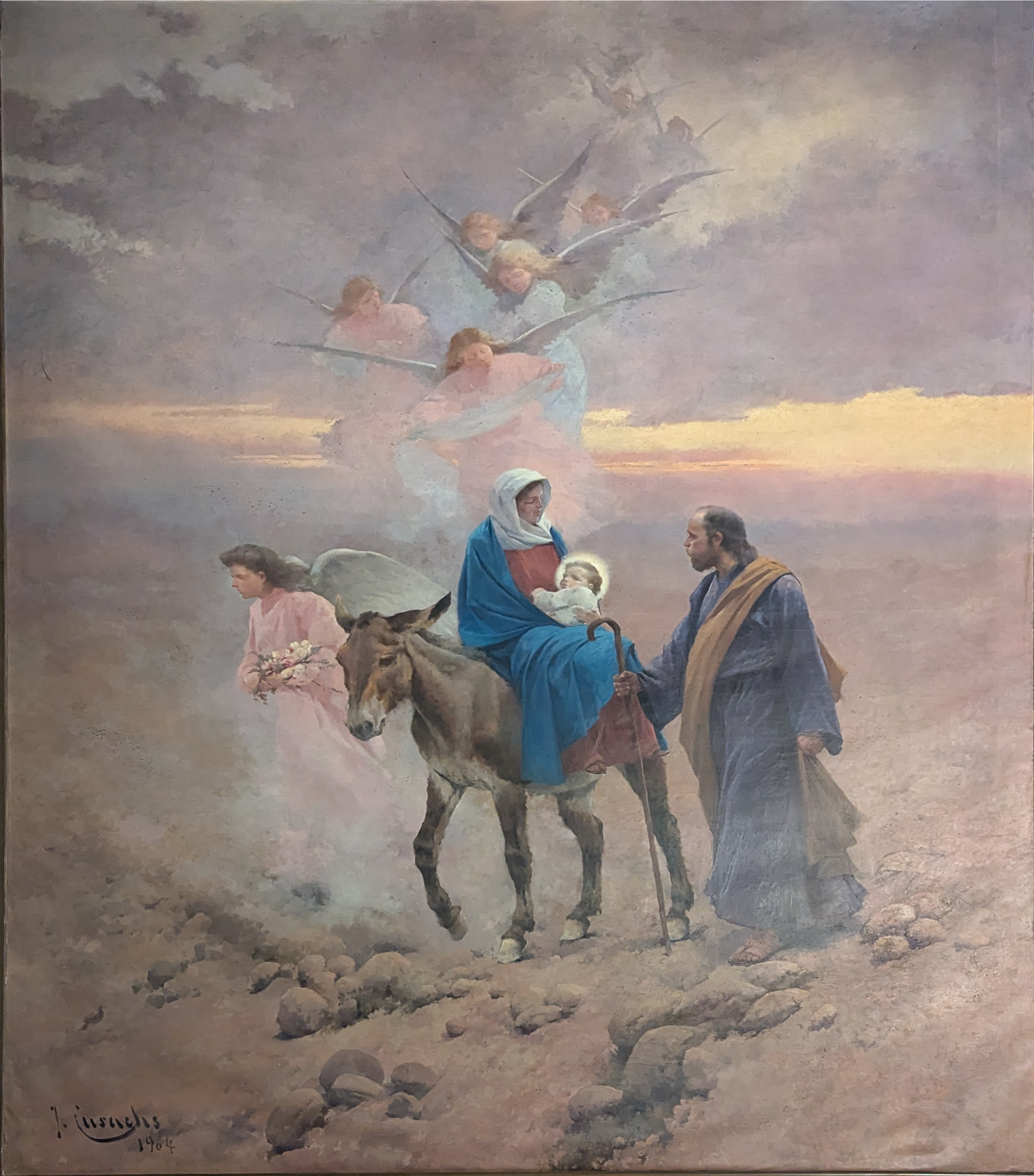
La fugida a Egipte (1904, oli sobre tela), capella de la Sagrada Família, a la Basílica de Montserrat.